# 松谷幸和
松谷 幸和（まつたに ゆきかず、1952年または1953年 - ）は、日本の地方公務員。奈良県知事公室長、奈良県副知事、同県信用保証協会理事長などを歴任。

## 人物・経歴
1976年 (昭和51年) 関西大学法学部卒業。奈良県庁に入庁し、2013年 (平成25年) 3月  知事公室長を最後に退職。同年4月 副知事就任。2017年3月 浪越照雄とともに副知事退任。2020年 (令和2年) 7月 奈良県信用保証協会会長。

## その他役職
- 全国信用保証協会連合会理事[6]
- 帝塚山学園監事[7]
- 奈良県関大倶楽部会長[2]

## 栄典
2023年、春の叙勲で瑞宝中綬章を受章。